# کژمارک
کِژمارُک (اسلواکی: Kežmarok؛ مجاری: Késmárk؛ آلمانی: Käsmark) یک شهرک در اسلواکی است.